# Antigua Línea 18 (TUVISA)
La antigua línea 18 de TUVISA de Vitoria unía los barrios de Salburua y Zabalgana.

## Características
Esta línea conectaba mediante el centro de Vitoria los nuevos barrios de Salburua y Zabalgana.
La línea dejó de estar en funcionamiento a finales de octubre de 2009, como todas las demás antiguas líneas de TUVISA, cuándo el mapa de transporte urbano en la ciudad fue modificado completamente.

### Frecuencias
| de lunes a viernes laborables |        |
| de 7:15 a 22:15               | 30 min |
| sábados laborables            |        |
| de 7:15 a 23:15               | 30 min |
| domingos y festivos           |        |
| de 8:15 a 22:15               | 30 min |

| de lunes a viernes laborables |        |
| de 7:12 a 21:42               | 30 min |
| 22:12 hasta Catedral          |        |
| sábados laborables            |        |
| de 7:12 a 22:42               | 30 min |
| 23:12 hasta Catedral          |        |
| domingos y festivos           |        |
| de 8:12 a 21:42               | 30 min |
| 22:12 hasta Catedral          |        |

## Recorrido
La Línea comenzaba su recorrido en la Avenida de Bruselas, por la que continuaba hasta girar a la izquierda por la Calle Andalucía. Tras un primer giro a la derecha por la Calle León, y uno segundo a la izquierda, accedía a la Calle Extremadura, la que abandonaba girando a la derecha por la Avenida de Santiago. Tras un giro a la izquierda, pasaba por la calle Paz, para tras un giro a la derecha, pasar por la Calle Independencia, General Álava, Becerro de Bengoa, Monseñor Estenaga, Mikaela Portilla y Portal de Castilla. Girando a la derecha, realizaba un breve paso por la Calle Etxezarra para girar a la izquierda primero por Castillo de Quejana y tras un nuevo giro a la izquierda, Castillo de Fontecha. Retornaba a Portal de Castilla, para llegar hasta la Plaza de la Antonia, dónde giraba a la derecha por la Avenida de Zabalgana para llegar finalmente, tras un giro a la izquierda a la Calle Derechos Humanos, donde se encontraba la parada de regulación horaria.
Tras retomar el recorrido, giraba a la derecha por la Avenida de la Reina Sofía, y de nuevo a la derecha por Naciones Unidas y Etxezarra, la que abandonaba por la derecha por el Castillo de Fontecha. Tras girar a la izquierda, entraba en la Calle Castillo de Ocio y después tras un giro a la derecha a la Calle Ariznavarra, la que abandonaba por la izquierda por Portal de Castilla. En una rotonda por la que giraba a la izquierda, accedía a la Avenida de Gasteiz y tras un giro a la derecha por Adriano VI, pasaba por las Calles Magdalena, Prado, Plaza de la Virgen Blanca, Mateo Moraza, Olaguíbel y Avenida de Judimendi. Giraba a la derecha por la Avenida de Santiago, para después entrar al Portal de Elorriaga, que abandonaba por la izquierda por la Avenida de París, que le hacía llegar hasta la Avenida de Bruselas. Tras realizar un cambio de sentido, llegaba al punto inicial de la línea.

## Paradas
| KBHFa |

| HST |

| STRo |

| HST |

| HST |

| HST |

| HST |

| HST |

| HST |

| HST |

| SBRÜCKE |

| HST |

| HST |

| HST |

| HST |

| HST |

| BHF |

| HST |

| HST |

| HST |

| HST |

| HST |

| HST |

| HST |

| SBRÜCKE |

| HST |

| HST |

| HST |

| HST |

| HST |

| HST |

| HST |

| STRo |

| HST |

| KBHFe |

| KBHFa |

| HST |

| STRo |

| HST |

| HST |

| HST |

| HST |

| HST |

| HST |

| HST |

| SBRÜCKE |

| HST |

| HST |

| HST |

| HST |

| HST |

| BHF |

| HST |

| HST |

| HST |

| HST |

| HST |

| HST |

| HST |

| SBRÜCKE |

| HST |

| HST |

| HST |

| HST |

| HST |

| HST |

| HST |

| STRo |

| HST |

| KBHFe |

| KBHFa |

| HST |

| STRo |

| HST |

| HST |

| HST |

| HST |

| HST |

| HST |

| HST |

| SBRÜCKE |

| HST |

| HST |

| HST |

| HST |

| HST |

| BHF |

| HST |

| HST |

| HST |

| HST |

| HST |

| HST |

| HST |

| SBRÜCKE |

| HST |

| HST |

| HST |

| HST |

| HST |

| HST |

| HST |

| STRo |

| HST |

| KBHFe |

| KBHFa |

| HST |

| STRo |

| HST |

| HST |

| HST |

| HST |

| HST |

| HST |

| HST |

| SBRÜCKE |

| HST |

| HST |

| HST |

| HST |

| HST |

| BHF |

| HST |

| HST |

| HST |

| HST |

| HST |

| HST |

| HST |

| SBRÜCKE |

| HST |

| HST |

| HST |

| HST |

| HST |

| HST |

| HST |

| STRo |

| HST |

| KBHFe |